# Эшмуратов, Абдулхаким Хушбокович
Абдулхаким Хушбокович Эшмуратов (Ишмуродов) (узб. Ishmurodov Abdulhakim Xushbokovich) — государственный деятель Республики Узбекистан, хоким Сурхандарьинской области (1 июня 2004 − 25 марта 2008).

## Биография
До 2004 года был хокимом Денауского района Сурхандарьинской области. 1 июня 2004 в соответствии с пунктом 12 статьи 93 и статьей 102 Конституции Республики Узбекистан был назначен хокимом Сурхандарьинской области.